# DBRS
DBRS Morningstar (anteriormente conhecida como Dominion Bond Rating Service) é uma agência de notação de crédito (CRA) global fundada em 1976 em Toronto. É, atualmente, propriedade da Morningstar, Inc. Em 2019 a empresa Norte Americana comprou a DBRS do consórcio liderado pelo The Carlyle Group e Warburg Pincus por aproximadamente 700 milhões de dólares Americanos. Desde a aquisição, as operações da DBRS  ficaram integradas com o empresa de avaliação de crédito da Morningstar - a Morningstar Credit Ratings. A fusão das duas criou a DBRS Morningstar. O processo de aquisição fechou a 2 de Julho de 2019. 
A DBRS Morningstar, com escritórios em Toronto, Nova Iorque, Chicago, Londres, Francoforte e Madrid, é a quarta maior agência de notação de crédito, com aproximadamente entre 2% e 3% de quota de mercado. A DBRS é composta por quatro empresas operacionais afiliadas - DBRS Limited; DBRS, Inc.; DBRS Ratings Limited e a DBRS Ratings GmbH.
Após a aquisição Detlef Scholz  foi nomeado presidente da DBRS Morningstar. 
A DBRS Morningstar está registrada na U.S. Securities and Exchange Commission (SEC) como Nationally Recognized Statistical Rating Organization (NRSRO), de acordo com a Lei de Reforma da Agência de Rating de Crédito de 2006 (CRA Reform Act) e de acordo com as regras adotadas pela SEC. A DBRS Morningstar é uma das apenas 10 empresas que mantém a designação. 
Registrada como CRA na União Europeia (UE) em conformidade com o Regulamento (CE) n.º 1060/2009 do Parlamento Europeu, alterado pelo Regulamento (UE) n.º 513/2011 e n.º 462/2013 sobre as CRAs (Regulamento da UE para a CRAs) e com a Ontario Securities Commission (OSC) no Canadá. 
A empresa é uma das únicas quatro CRA, incluindo concorrentes maiores Standard & Poor's, Moody's Investors Service e Fitch Ratings, a receber a certificação ECAI do Banco Central Europeu (BCE). Essa designação indica CRAs cujas avaliações podem ser utilizadas pelo BCE para determinar os requisitos de garantia para empréstimos pelo BCE. Nos últimos anos, os ratings soberanos da DBRS Morningstar em países europeus, incluindo Portugal, Irlanda e Itália, foram utilizados pelo BCE para tais fins.

## História
A empresa foi fundada por Walter Schroeder, que começou a esboçar o plano de negócios enquanto conduzia até Montreal numa viagem de férias em família. Ele construiu a agência de notação a partir do zero, iniciando a empresa com um capital inferior a US$1,000. A empresa abriu o seu primeiro pequeno escritório de 140 metros quadrados em Toronto.Walter Schroeder e sua família venderam a empresa aos seus atuais proprietários.
Desde do começo, a DBRS expandiu para se tornar a maior agência de rating no Canadá com operações nos EUA e Europa. Abriu escritórios em Chicago e Nova York em 2003, depois abriu o seu escritório atual em Londres em 2010 e em 2018 abriu em Francoforte. Em 2008, a empresa mudou o nome de Dominion Bond Rating Service para DBRS.
Hoje, a DBRS Morningstar tem cerca de 700 colaboradores em todo o mundo e classifica mais de 3.000 produtos e quase 60.000 títulos em todo o mundo. 

## Estrutura Corporativa e Operacional
A DBRS Limited é a empresa que opera no Canadá. A DBRS, Inc. é a empresa estabelecida nos Estados Unidos. DBRS Ratings Limited é a entidade operacional com sede em Londres e é o lar das operações europeias. DBRS Ratings GmbH é a entidade operacional alemã da empresa.

## Ratings / Notações
A DBRS Morningstar fornece serviços de classificação de crédito independente para instituições financeiras, entidades corporativas e soberanas e para produtos e instrumentos de financiamento estruturados em todas as regiões geográficas onde atua.
As notações de crédito são opiniões prospetivas sobre risco de crédito que refletem a credibilidade de uma entidade ou produto. O processo do Comité de Rating facilita as decisões de classificação, que são uma avaliação coletiva da opinião da DBRS Morningstar e não a visão de um analista individual. Elas baseiam-se em informações e incorpora considerações globais e locais e o uso de metodologias, sendo independentes de quaisquer conflitos de interesse conhecido de antemão. 

## Viewpoint
O Viewpoint é uma plataforma on-line lançada em 2016 (anteriormente conhecida como iReports) que fornece acesso interativo sobre informações sobre transações de títulos garantidos por hipotecas comerciais, bem como comentários e produtos, para transações classificadas pela DBRS Morningstar . Os utilizadores recebem um maior nível de transparência na análise de crédito e suporte de dados através desta plataforma. 

## Regulamentação
No Canadá, a DBRSMorningstar é regulada através das Canadian Securities Administrators, sendo o seu regulador principal o OSC. As CRAs no Canadá devem-se tornar numa "designated rating organization" para que as suas notações sejam elegíveis de acordo com as leis de valores mobiliários. 
Nos Estados Unidos, a DBRS Morningstar é regulada pela SEC, que propôs regras como parte da Lei Dodd-Frank que impõe administração adicionais, transparência, conflitos de interesse e requisitos de medição de desempenho no setor de CRA.
Na Europa, a DBRS Morningstar é regulada pela Autoridade Europeia dos Valores Mobiliários e dos Mercados (ESMA) e pela FCA. Regras adicionais tal como a CRA III foram adotadas na Europa com o objetivo de aumentar a concorrência, transparência das notações e liberdades, padronizando as classificações soberanas e adicionando uma nova responsabilidade, independentemente se um contrato esteja ou não estabelecido. 